# Беловка (Аркадакский район)
Беловка — село в Аркадакском районе, Саратовской области, входит в состав Краснознаменского сельского поселения.

## История
В селе имелась церковь, приписанная к приходу андреевского храма, но кому она была посвящена, неизвестно.
Согласно «Списку населенных мест Российской империи по сведениям 1859 года» Саратовская губерния, Балашовский уезд, стан 1: деревня Беловка владельческая, при реке Костиндей, число дворов -67, жителей мужского пола - 270, женского пола -275.

## Население
| 2010 |
| ---- |
| 28   |

## Уличная сеть
В селе две улицы: ул. Зеленая, ул. Первомайская.